# پرونده اسناد پاناما (پاکستان)
پرونده اسناد پاناما یک پروندهٔ حقوقی بود که دادگاه عالی پاکستان از یکم نوامبر ۲۰۱۶ تا ۲۲ فوریه ۲۰۱۷ آن را بررسی کرد. این پرونده حاصل شکایتی بود که عمران خان نیازی سیاست‌مدار پاکستانی و بازیکن سابق کریکت پس از افشا شدن اسناد پاناما علیه نخست وزیر وقت پاکستان نواز شریف به اتهام پول‌شویی و فساد تنظیم کرد. در نهایت در ۲۸ ژوئیه ۲۰۱۷ دادگاه عالی پاکستان با اجماع تمامی قضات به گناهکاری نواز شریف و عدم صلاحیت او برای کسب سمت‌های دولتی حکم داد.